# 圣母进教之佑大堂
23°40′11″N 116°38′35″E / 23.66972°N 116.64306°E
潮州圣母进教之佑大堂是罗马天主教在中国广东省潮州市的一座教堂，哥特式风格，原规模在广东省内仅次于广州石室圣心大教堂。

## 历史
清光绪十一年（1885年），法国籍巴黎外方传教会传教士布塞克神父呈请潮州府批准，在府城购地建大堂，既年奠基，光绪三十年（1904年）建成，面积1242平方米，名为圣母进教之佑大堂。
1914年，天主教广东代牧区分为广州代牧区和潮州代牧区，但是主教座堂并未设立于此。1915年8月18日，潮州代牧区更改为汕头代牧区，实茂芳（Bishop Adolphe Rayssac, M.E.P. ）主教驻扎汕头外马路96号（现107号）。